# Jackson (Nou Hampshire)
Jackson és una població dels Estats Units a l'estat de Nou Hampshire. Segons el cens del 2000 tenia 835 habitants.

## Demografia
Segons el cens del 2000, Jackson tenia 835 habitants, 377 habitatges, i 240 famílies. La densitat de població era de 4,8 habitants per km².
Dels 377 habitatges en un 21% hi vivien nens de menys de 18 anys, en un 57,8% hi vivien parelles casades, en un 5% dones solteres, i en un 36,1% no eren unitats familiars. En el 27,1% dels habitatges hi vivien persones soles el 10,3% de les quals corresponia a persones de 65 anys o més que vivien soles. El nombre mitjà de persones vivint en cada habitatge era de 2,18 i el nombre mitjà de persones que vivien en cada família era de 2,67.
Per edats la població es repartia de la següent manera: un 18% tenia menys de 18 anys, un 2,2% entre 18 i 24, un 28,7% entre 25 i 44, un 29,3% de 45 a 60 i un 21,8% 65 anys o més.
L'edat mediana era de 46 anys. Per cada 100 dones de 18 o més anys hi havia 99,1 homes.
La renda mediana per habitatge era de 49.583$ i la renda mediana per família de 59.327$. Els homes tenien una renda mediana de 32.813$ mentre que les dones 26.667$. La renda per capita de la població era de 25.718$. Entorn del 6,1% de les famílies i el 8,1% de la població estaven per davall del llindar de pobresa.